# Delfti fajansz

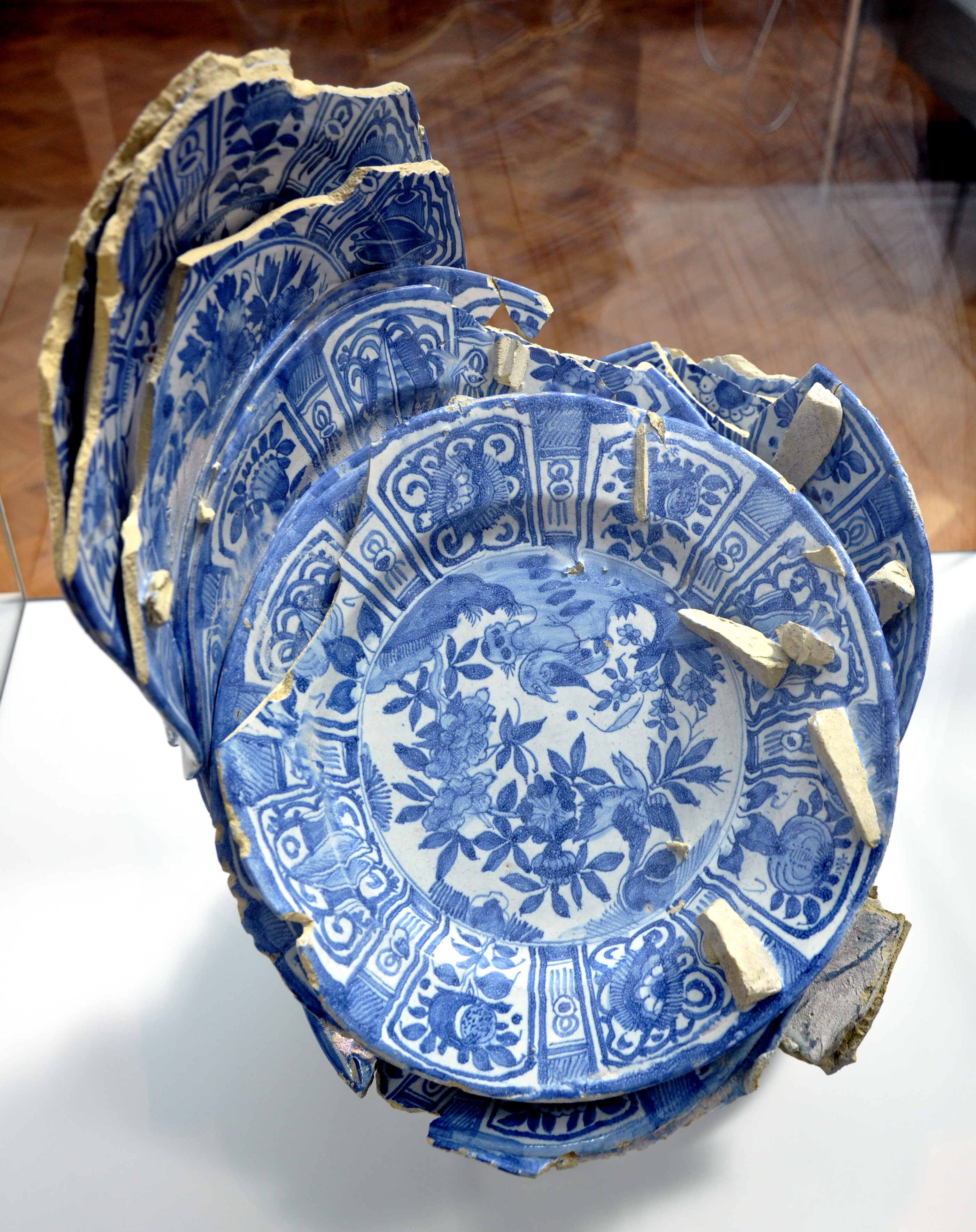
17. századi étkészlet maradványai (Viktória és Albert Múzeum, London)

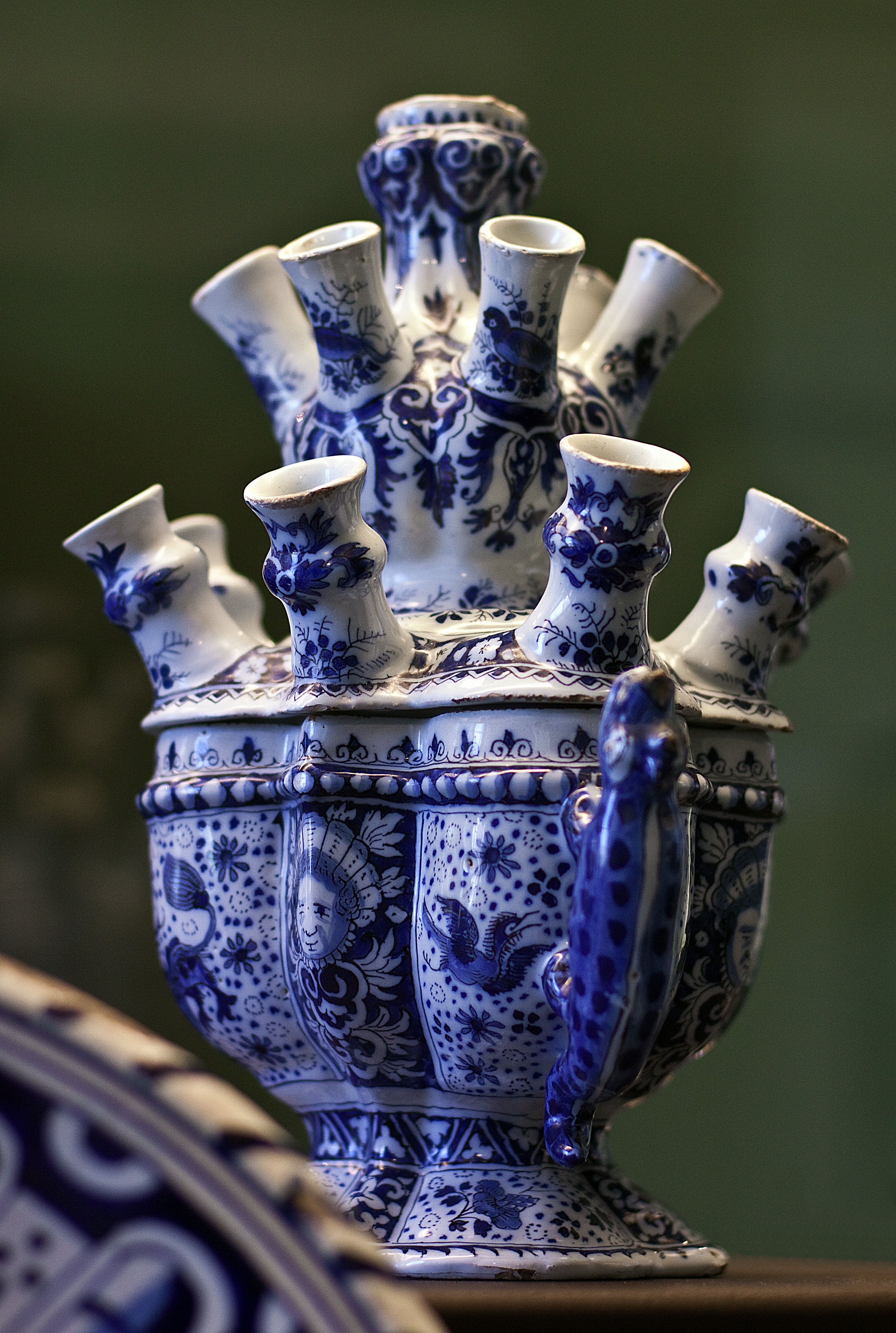
18. századi tulipános váza

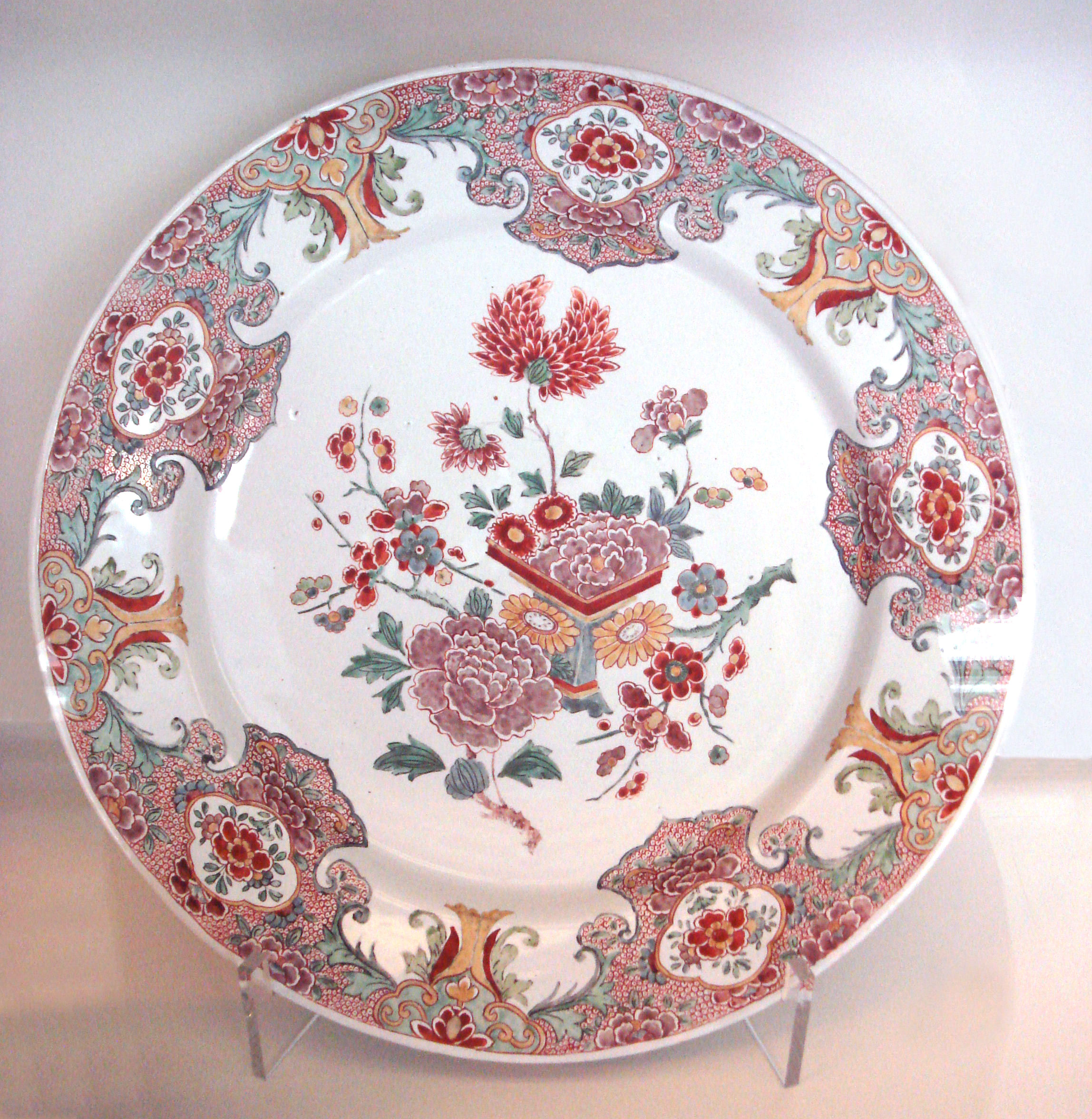
„Polychrome” stílusú tál (1760 és 1780 között)

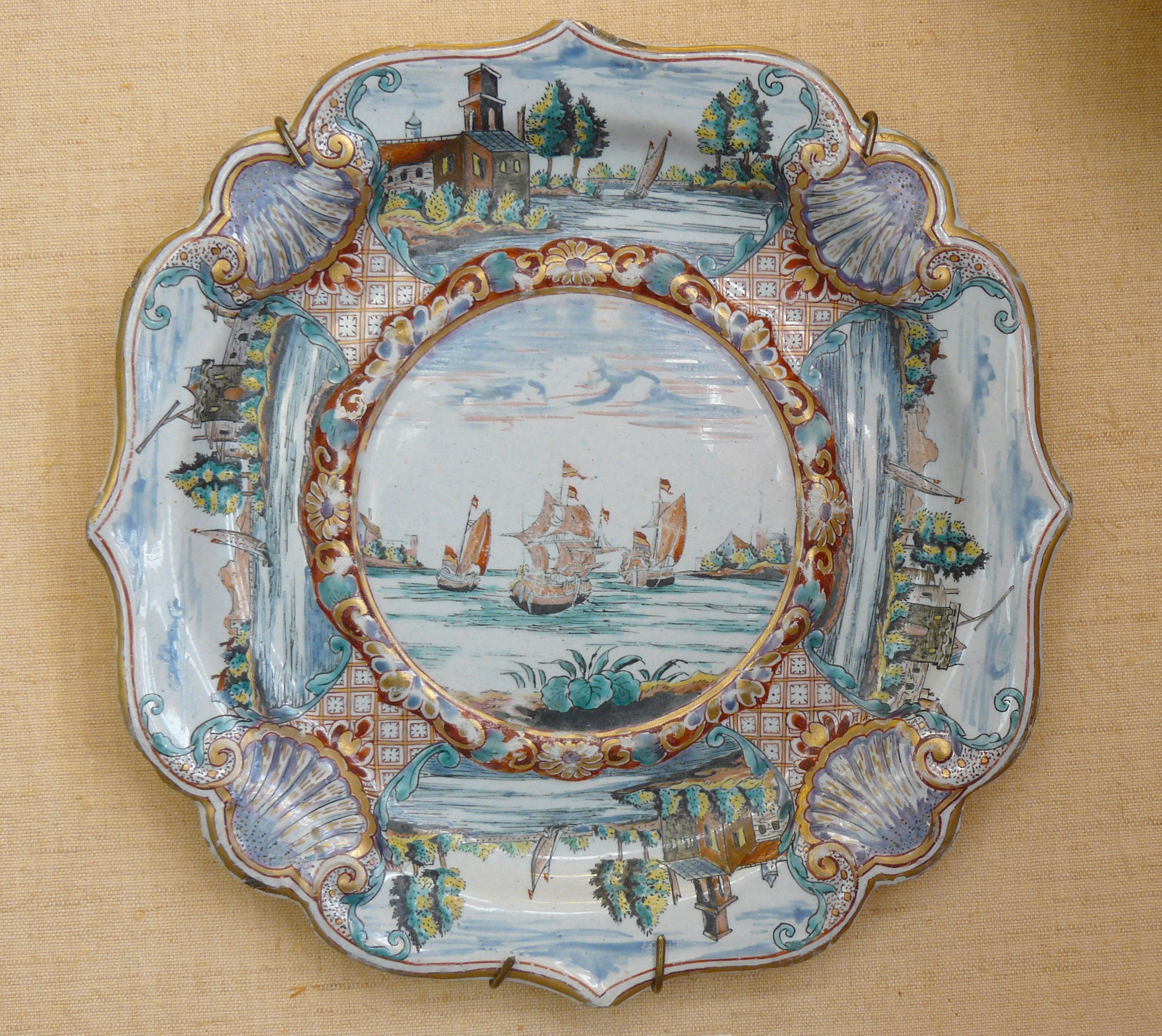
„Polychrome” stílusú dísztál

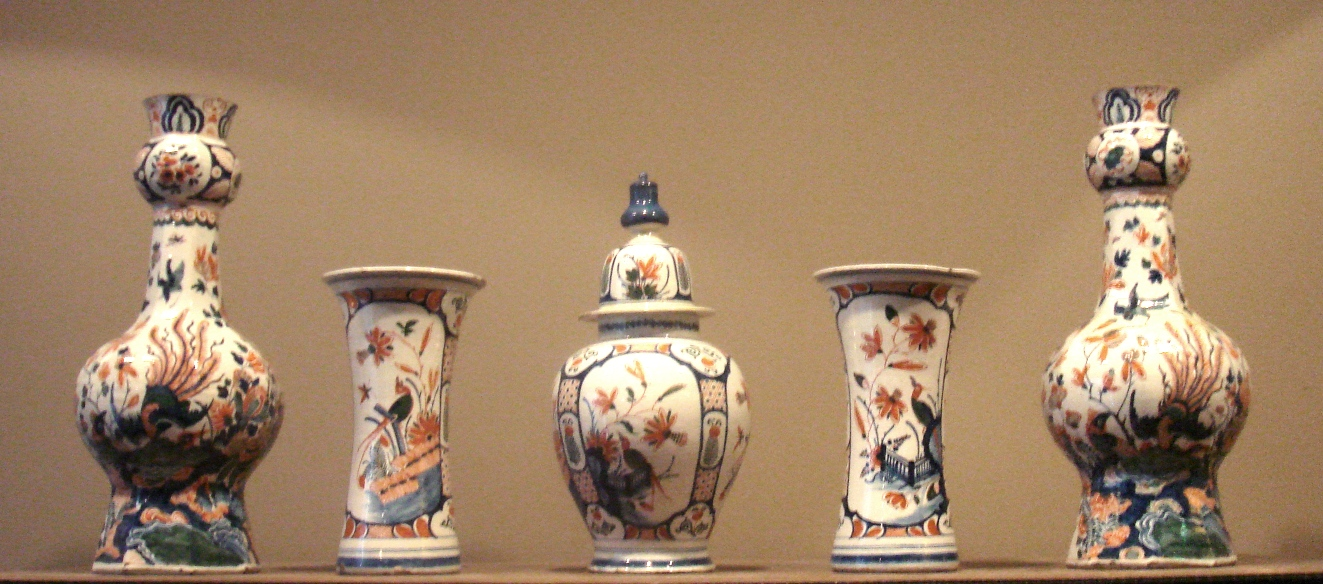
1725 és 1760 között készült vázák

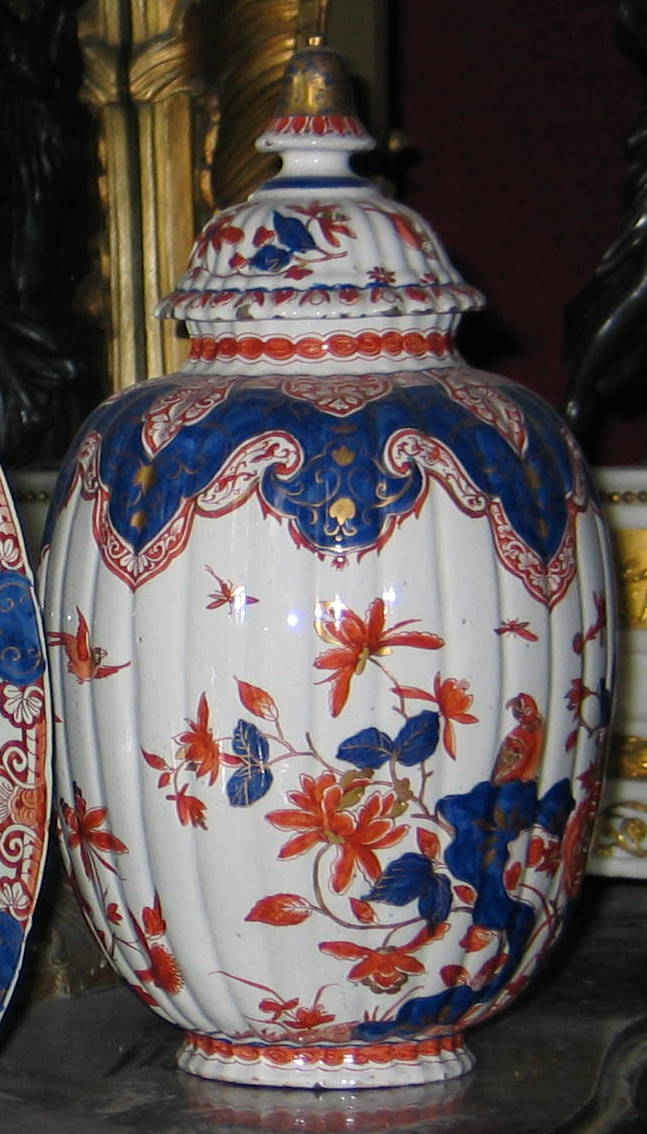
Griekse, a híres fazekas valamikor 1700 és 1720 között készített, imari stílusú vázája

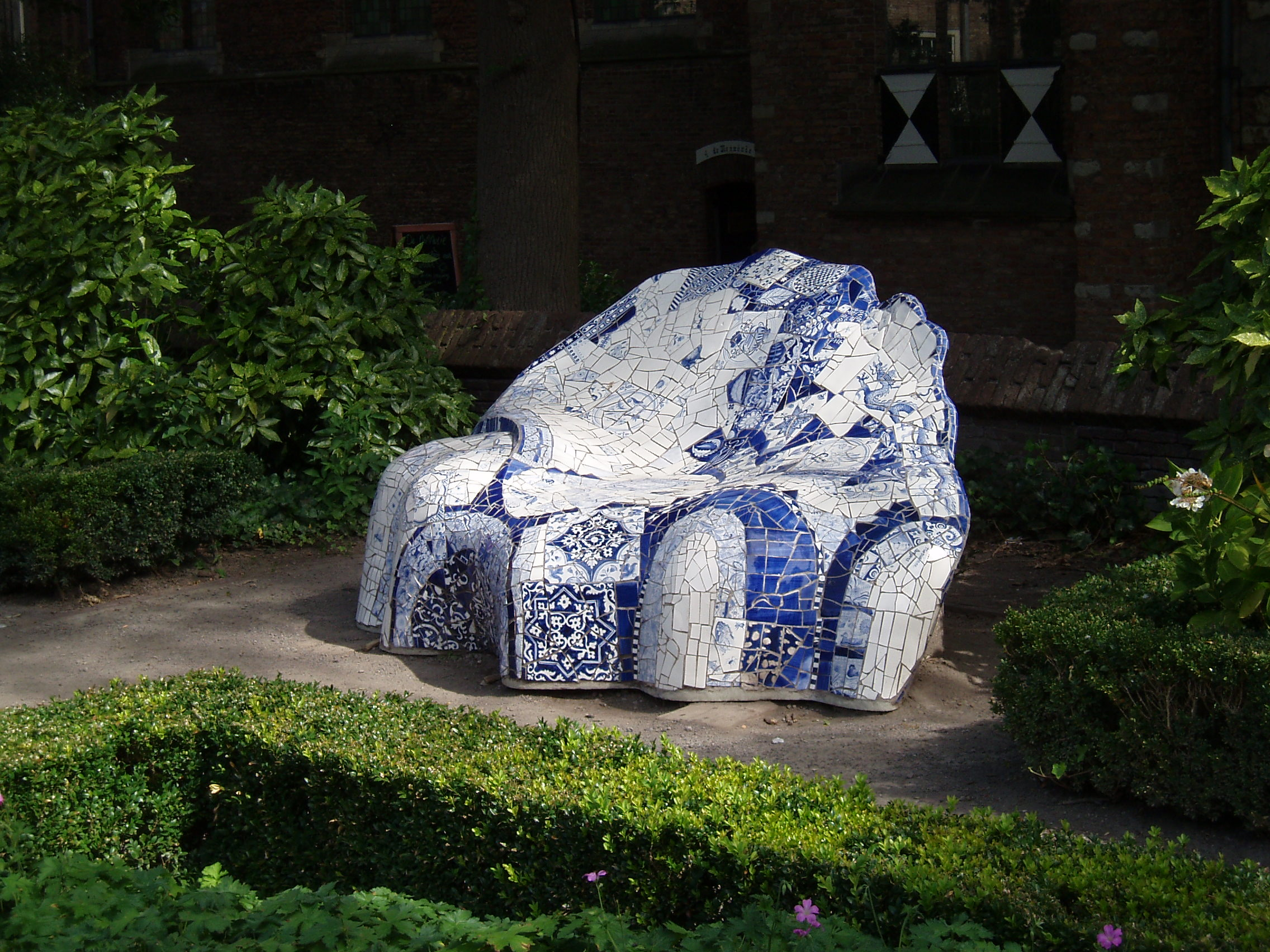
Chris Dagradi: Gaudí-emlék (1988)

A híres kék kerámiát, a helytelenül delfti porcelánnak is nevezett delfti fajanszot a 17. században fejlesztették ki a kínai porcelán pótlására. Németalföld több városában is gyártották, de a nevét Delftről kapta.

## Története
A 16–17. században a Hollandiában alapvető státuszszimbólumnak számítottak a festett porcelántárgyak. Kína féltve őrizte a gyártás titkát; a nagy szállítási költségek miatt a porcelán ára eléggé borsos volt. 1639–1683 között Kína gazdasága és kereskedelme a parasztfelkelések, majd a mandzsu hódítás miatt teljesen destabilizálódott, ami szűkítette az exportot és tovább növelte az árakat. Az importált porcelán kiváltására megkezdett németalföldi fajanszgyártás központja Delft lett — ez volt az a város, ahonnan a Holland Kelet-indiai Társaság (VOC) hajói Kína felé indultak.
Delftben a kerámiaüzemet a csődbe ment sörgyár épületében rendezték be. A delfti fajanszot 1653-ban, a város egyik kolostorában fejlesztették ki. A fehér agyagból formázott, fémmázas (eredetileg csak ónmázas), különleges eljárással festett és égetett kerámia a valódi porcelánt megközelítő finomsága miatt gyorsan híressé vált. A gyártás fénykora a 17-18. században volt; a 18. század közepe, a meisseni porcelángyár termelésének felfutása óta jelentősége csökkent, bár a gyártott termékmennyiség azóta is nő. Az alkalmazott technológia nem sokat változott, a művészi megoldások, formaelemek viszont többször is. A gyár védjegyével ellátott egyedi edényeket ma is hagyományos módon korongozzák és kézzel festik.
1900-ban a párizsi világkiállításon a delfti fajansz elnyerte a kiállítás egyik nagydíját. Nagyjából ekkorra az üzem kinőtte régi épületét, ami helyett nagyobbat kellett építeni. A mostani gyár 1903-ban készült el.

## Korszakai, fajtái
A gyártásnak négy korszakát különítik el:
- Az első időszakban (ekkor kapta nevét a „delfti kék”), a divatos chinoiserie stílusban fehér alapon kék mintákkal főként kínai motívumokat jelenítettek meg.
- Szintén régi stílus a három színnel festett „Polychrome” — a sárga-zöld-barna kombináció mediterrán összhatású.
- A „Pynacker” stílus japán hatást tükröz vörös-kék-arany színekkel.
- A legújabb, modern stílus a „Unique” termékcsaládé — ezek egyedi darabok fiatal művészek elképzelései alapján.

Az újabb stílusok, formakészletek nem szorították ki a régieket; azokat továbbra is gyártották és gyártják.

## Hatása más termékekre, stílusokra
Az ónmáz használatát holland fazekasok vezették be Angliában „delfti” (delft) elnevezéssel. Ezzel a kifejezéssel ma a Hollandiában és Angliában gyártott fajanszokat jelölik, míg a Franciaországban, Németországban, Spanyolországban és Skandináviában gyártott fajanszok megnevezése „faience” az Olaszországban készítetteké pedig „maiolica” (majolika).
A 17. század második felében a habán kerámia is átvette a delfti fajansz jellemző „delfti kék” színvilágát (a 18. században ezt a famille verte stílus váltotta fel).